# 日產Sentra
日產Sentra（英語：Nissan Sentra，日语：日産・セントラ）是日產汽車自1982年起至今銷售的四門轎車。2006年以前Sentra車名主要用在國外，也就是日本的日產Sunny，但2007年起隨著車型增大成為日產Sylphy的日本外名稱，Sentra名稱不曾在日本市場使用。在多個南美市場的日產Sunny也以Sentra名稱銷售。
比較特別的是第一至三代Sentra在墨西哥市場的表現，日產以NISSAN Tsuru（日語「鶴」）為名銷售，其中第三代B13自1992年至現在仍在墨西哥以此名組裝銷售，以便宜的售價和大量的零件極度普及於南美洲的公路上，與新版Sentra同時在墨西哥市場銷售，直到2016年墨國政府提高安全法規才停產，預定2017年會將有限的千輛庫存銷售完畢。
1987年裕隆汽車將日產Sentra正式導入台灣，上市之初將其定位從一開始超小型房車至今日的中大型房車，產品上市至今，無論是產品設計或者是行銷策略，皆以「家」為初衷，並已在汽車界立足了30年之久，在車主口耳中有著「仙草」的暱名，而其所創造豐功偉業更可由過往銷售量顯現出來，因此其在汽車界的定位上，無非是一項經典車款。

## 第一代B11型系（1982年-1986年）
1982年2月上市的Sentra B11型系，目的是設為達特桑210車系的後繼車型，同時做為日產第五代Sunny B11型系在北美市場的銷售名稱。其車身造形設計比起達特桑210車系更為簡單，流暢的線條提供雙門斜背車、四門轎車、五門旅行車、三門掀背車等四種款式，尤其雙門車型在北美是更受到歡迎，同時也將原本的後輪驅動改為前輪驅動，對駕駛人來說更好開。由於軸距只有2400mm，因此四門和旅行車的尺碼為4050×1620×1390mm，三門掀背與雙門斜背因定位年輕帥氣，因此身影變得較長扁，故獲得4135×1620×1360mm尺碼。1985年進行第一此小改款，取消雙門斜背車款。
隨著驅動形式的改變，日產也開發出嶄新的動力系統，搭載橫置E5和E16兩具直列四缸SOHC單化油器引擎，排氣量1397cc具有80hp/6000rpm馬力和11.5kgm/3600rpm扭力，1487cc則可發揮85hp/5600rpm、12.3kgm/3600rpm的功率輸出，隨後又將E15換成噴射供油，功率提升10hp/0.2kgm為95hp/6000rpm、12.5kgm/3600rpm，全車系共有四速手排、附OD檔五速手排與三速自排等變速箱引擎搭配。
簡潔的內裝座艙散發強烈的運動氣息，這種設計概念於1980年代當流行，讓Sentra B11型系更具個性化，並提供黑色與棕色兩種色調。前麥弗遜、後拖曳臂的懸吊與達特桑210車系的前麥弗遜、後四連桿有所不同，主要是改為前輪驅動後少了傳動軸，在後懸吊結構更具彈性化，當然對操控性也提升不少。
- 日產第一代Sentra B11型系雙門轎車(北美樣式)
- 日產第一代Sentra B11型系四門轎車車尾(北美後期樣式)
- 日產第一代Sentra B11型系五門旅行車車尾(北美樣式)

## 第二代B12型系（1986年-1990年）
1986年第二代Sentra B12型系正式在北美地區銷售，與日本原型車Sunny B12型系繼續採用日產B平臺開發，在墨西哥地區以日產Tsuru II之名銷售。此代車系對節約零部件設計製造成本、統一工藝等方面，有不錯的良性表現。
第二代Sentra B12型系提供五種車型：三門掀背、雙門轎車、四門轎車、五門旅行車、雙門運動轎跑車。轎車版的長寬高為4285/1641/1379mm，軸距繼續增長至2431mm。
動力系統方面，第二代Sentra B12型系在北美地區分別提供1.4L、1.6L、1.7L共三個排氣量引擎，均為直列四缸引擎，此後還加入了渦輪增壓汽油引擎。同時開始提供四輪傳動版本，對於高緯度地區的使用者而言，算是非常友善的舉措。變速系統方面僅提供四速/五速手排和三速自排等三種。
臺灣市場方面，裕隆汽車於1987年正式在臺灣組裝生產第二代Sentra B12型系（裕隆代號YLN-321）。而在臺灣國產化的動力版本則搭配1.3L與1.6L兩種引擎，車身尺寸較上一代B11型系放大些許，軸距來到2,431mm，並擁有四門轎車與五門旅行車兩種車身款式。從此代車型開始，裕隆汽車將1.3L STD四門轎車及1.3L LB五門旅行車款延續Sunny(速利)之名，主打「經濟務實」路線；1.6L車款則是以全新的Sentra(尖兵)之名在臺灣販售，其中四門轎車共分成GL/SGL/GX三個等級，五門旅行車僅提供ADW等級，並歸類在希望能夠帶來舒適以及更良好的性能，變速系統方面僅提供五速手排和三速自排兩種方式。而裕隆汽車於1988年自北美進口Sentra XE四門轎車噴射引擎版本販售，至於雙門轎車版本則為留學生自辦進口在臺灣使用。
- 第二代Sentra B12型系1.5L雙門轎車車頭(北美樣式)
- 第二代Sentra B12型系雙門運動轎跑車車頭(北美樣式)
- 第二代Sentra B12型系XE三門掀背車車尾(北美樣式)
- 第二代Sentra B12型系五門旅行車車尾(北美樣式)
- 第二代Sentra B12型系四門轎車車頭(北美樣式)

## 第三代B13型系（1990年-1994年）
1990年8月，第三代Sentra B13型系正式在北美地區銷售，與日本原型車Sunny B13一樣繼續採用日產B平臺前輪驅動平臺打造，取消四輪驅動車型。從此代車系開始，北美地區僅提供雙門/四門轎車版。車體繼續增長那是必須的，長寬高分別為4326/1669/1346mm，軸距2431mm（與前作相同）。外形線條比上一代柔和了許多，內裝簡單，但很好用，恆溫空調、卡帶音響、動力方向盤等都是基本配備。
動力系統方面，第三代Sentra B13型系分別提供1.3L、1.4L、1.6L、2.0L共四種排氣量引擎，均為直列四缸引擎，其中1.6L採用了全新的雙凸輪軸GA16DE（新EGI）16氣門直列四缸噴射供油引擎，最大馬力為110PS/6000RPM，最大扭力為14KG-M/4000RPM。變速系統方面，首度導入四速自排變速箱，使得全車系的變速箱序列為四速/五速手排、三速/四速自排。
臺灣市場方面，裕隆汽車於1991年正式在臺灣組裝生產第三代Sentra B13型系（裕隆代號YLN-331），以「新尖兵」(New Sentra)為名正式在臺灣銷售，從此代車系開始「速利」(Sunny)車系名稱走入歷史。車身尺寸再次變更，車長4,326mm、車寬1,669mm，車高下修至1,346mm。當時裕隆汽車為了與全球接軌，放棄使用裕隆廠徽，前方水箱罩掛上「NISSAN」的廠徽及字樣，後廂則是NISSAN廠徽但是寫上Sentra字樣，而該車系也是第一輛使用日產的「NISSAN」廠徽的裕隆製國產車型。
該車外型改採圓潤精緻風格，內裝也一改前代粗糙的印象，提升內裝用料細緻度，使其設計更趨於人性化。全車系皆為前置前驅設定，動力部分則有1.4升、1.6升，同時提供美規進口版本2.0升SE-R雙門轎跑車款在臺灣販售。在當時以1.6為銷售主力，搭載雙凸輪軸GA16DE直列四缸16汽門噴射供油引擎，擁有最大馬力110ps，最大扭力15.0kg-m，可搭配原有的四速/五速手排之外，還加入了四速自排變速箱，在當時也因為該引擎表現的更加有效率且安靜而獲得買家一致好評，也迅速成為臺灣國產中小型房車的大熱門。
- 第三代Sentra B13型系1.6L四門轎車車頭(北美樣式)
- 第三代Sentra B13型系2.0L SE-R雙門轎跑車車頭(北美樣式)
- 第三代Sentra B13型系Tsuru四門轎車車頭(墨西哥樣式)
- 第三代Sentra B13型系Tsuru四門轎車車頭(墨西哥樣式2003-2004)
- 第三代Sentra B13型系Tsuru四門轎車車頭(墨西哥樣式2005-2017)
- 第三代Sentra B13型系Tsuru計程車(墨西哥樣式)

## 第四代B14型系（1995年-2000年）
1994年10月，第四代Sentrs B14型系正式在北美地區上市，與日本原型車Sunny B14型系一樣繼續採用日產B平臺前輪驅動平臺打造。從此代車型僅提供四門轎車版，雙門轎跑車版以200SX為名獨立販售(日本市場稱作日產Lucino)，並取代日產NX及上一代B13型系雙門轎跑車SE-R。外形設計更富現代感，車身線條流暢，配備的提升和舒適性都比上一代增加了許多，例如天窗、安全氣囊（SRS）也開始使用在此代車型上。在北美地區銷售的型號分為XE、 GXE,、GLE,、SE 和SE Limited五種不同配備的等級。全車尺寸為：長4295MM、寬1690MM、高1385MM、軸距2535MM。因為軸距比上一代加長，車內乘坐空間更加舒適。後輪多連杆懸掛系統的採用，使駕駛者在各種路面都能保持穩定性和最佳操控性。動力系統方面，第四代Sentrs B14型分別提供1.6L、2.0L共兩種排氣量引擎，均為直列四缸引擎，其中2.0L採用了與Primera P10型相同的雙凸輪軸SR20DE型16氣門直列四缸引擎，最大馬力為150hp/6400rpm，最大扭力為19.0kgm/4800rpm。變速系統方面僅有四速自排和五速手排兩種方式選配。1998年及1999年北美日產針對第四代Sentrs B14型系進行兩次小改款，修改引擎蓋、進氣壩造型，並生產至1999年11月為止。
- 第四代Sentrs B14型系1.6L四門轎車車頭(北美前期樣式)
- 第四代Sentrs B14型系1.6L GXE四門轎車車頭(北美後期樣式)
- 第四代Sentrs B14型系1.6L GXE四門轎車車頭(北美後期樣式)

#### 臺灣裕隆Sentra B14型
臺灣市場方面，裕隆汽車於1995年4月正式在臺灣組裝生產第四代Sentra B14型系（裕隆代號YLN-341），以「全新尖兵」(All New Sentra)為名正式在臺灣銷售，憑著優異的新舒適工學，搭配經典的「新好男人」廣告詞，在臺灣日系國產中小型房車市場掀起一陣旋風。而在臺灣國產化版本的動力系統部分則以1.6升為銷售主力。透過日產的CVTC可變汽門正時系統、以及標配四速自排變速系統，並首度配備防鎖死剎車系統（ABS），為國產房車訂下安全新標竿。在車身造型、內裝及配備部分，則是更加精緻與完整化，使該車系更加豪華便利。此外，該車系使用更長的軸距來創造更大的車室空間。後懸吊系統從原先的獨立式改為QT懸吊的配置，強化乘客在乘坐時的舒適與穩定性。當時All New Sentra承接前兩代（B12型系與B13型系）在臺灣所創下14萬的銷售佳績，成為新一代臺灣汽車市場銷售冠軍，並引領後續1990年代所興盛的國產車配備大戰。
1996年11月，裕隆汽車針對第四代Sentra B14型系進行第一次小改款，以Sentra CE為名在臺灣市場銷售，該車系為裕隆汽車向日產日本母廠爭取自主設計許可，首度跳脫日規所擁有的風格，加入了許多在地化的設計，外型部分，使用直瀑式鍍鉻水箱罩與紅白尾燈組，並加大車尾寬度，內裝則是以典雅溫馨的米黑雙色做鋪陳，並加入了全車抗菌處理、UV Cut抗紫外線玻璃、空氣清淨機、以及電動護腰器等，強調其所想主打的「健康新概念」，搭配上精心設計的木紋飾板及CD音響、優質皮椅等配備，使其更貼近一般小家庭的需求。
1998年，裕隆汽車針對第四代Sentra B14型系進行第二次小改款，以Sentra HV為名在臺灣市場銷售，該車系可說是Sentra B14型系的產品末期車款，由於Sentra CE的成功案例展現了裕隆汽車設計團隊的能力，因此Sentra HV依然為國人自行改良設計的車款，該車款以高價值房車為訴求，除內裝環景式氣派設計並搭配榆木飾板及米/褐雙色調內裝外，在配備上，冰箱、手動遮陽簾、電動天窗、恆溫空調、Audio Phone智慧型通訊系統，都列入Sentra HV的配備中，更於安全配備上加入了煞車力道輔助（BAS）與輔助氣囊（SRS），使安全性更升級。 1995年至2000年，Sentra B14型系以平均月銷量2,000輛，總銷量約13萬輛。

## 第五代B15型系（2000年-2004年）
1999年10月，第五代Sentra B15型系在北美上市，與原型車Sunny B15型系採用日產MS平台開發，並中止生產上一代B14型系雙門轎跑車版200SX。其車體本身以原型車Sunny B15型系為藍本，由日產北美設計中心負責重新設計車頭及車尾造型，使得全車系有別於原型車Sunny B15型系的設計風格。由於日產與雷諾汽車聯盟的建立，從此代車系開始，日產公司開始改變策略，使Sunny及Sentra車系更傾向於各國不同的地方色彩，如中國大陸、港澳、東南亞地區銷售的Sunny及北美版Sentra都有不同的外觀。
在北美地區銷售的型號分為XE、GXE、GLE、SE、LE、S、SE-R、SE-R Spec V和Special Edition九種不同配備的等級。動力系統有三個版本，計有1.8 L直列四缸QG18DD型引擎(130匹馬力)、2.0 L直列四缸SR20DE型引擎以及2.5 L直列四缸QR25DE型引擎，其中1.8 L直列四缸QG18DD型引擎是採用NEO-Di汽油缸內直噴技術，使得這具引擎在油耗上以及污染上有相當傑出的表現。變速系統方面除了四速自排及五速手排之外，首度加六速手排。
- 第五代Sentra B15型系SE-R車頭（北美前期型）
- 第五代Sentra B15型系車頭（北美後期型）
- 第五代Sentra B15型系1.8L Special Edition車尾（北美後期型）
- 第五代Sentra B15型系SE-R車頭（北美後期型）

## 第六代B16型系（2006年-2012年）
2006年1月，日產公司於底特律車展公開第六代Sentra B16型系，並於同年9月正式在北美上市，採用日產C平台開發。此代車系和上一代B15型系一樣由日產北美設計中心負責設計，使得全車系有著Maxima或是Altima的家族設計風格。
在北美地區銷售的型號分為S、SL、SE-R、SE-R Spec V、FE+ 2.0 S和FE+ 2.0 SR六種不同配備的等級。動力系統有兩個版本，計有2.0 L直列四缸MR20DE型引擎(135匹馬力)及2.5 L直列四缸QR25DE型引擎。變速系統方面可搭配六速手排或Xtronic CVT無段自動變速系統。而防鎖死剎車系統（ABS）、電子輔助轉向系統（EPS）以及電子煞車力道分配系統（EBD）等電子輔助系統也都名列配備清單，提供給車主安穩的行路表現；在車胎尺寸部分，一般版本車型採用15吋的搭配，跑車版的2.0 S車型則採用大一號的16吋車胎，以提供更為優異的操控表現。
- 第六代Sentra B16型系車尾（北美前期型）
- 第六代Sentra B16型系SE-R SpecV車頭（北美前期型）
- 第六代Sentra 型系車頭（北美後期型）

## 第七代B17型系（2012年至今）
2012年4月，北京車展發表新一代Sylphy並於2012年8月正式發表，時隔半年，美國版本則是在同一年8月30日，以Sentra之名正式發表。而台灣則是由NISSAN總代理裕隆日產汽車於2013年10月24日以「Super Sentra」名稱正式上市，取代了以Bluebird Sylphy為名的前代車款，依舊由裕隆日產在臺組裝，在澳洲則以Pulsar名稱自2013年起開始銷售。俄羅斯市場的Sentra於2014年後半開始銷售， 巴西市場的第七代Sentra則沿用與前代一樣的MR20DE 2.0L引擎，因其競爭對手都配備了2.0L引擎；巴西市場的Sentra都由位於墨西哥阿瓜斯卡連特斯州的工廠組裝。台灣地區則以符合國人用車需求的1.8升引擎搭配XCVT變速箱的動力系統，且替全新上市的SENTRA 1.8冠上「SUPER」之名，來象徵它所擁有的產品力。上市首年，即達到年銷量破13,000台，月銷穩定破千台的成績，來證明其在市場上的良好反應。
而在2016年時，裕隆日產日前宣布NISSAN SENTRA 2016年式正式上市，本次主要改版的部分即是透過變速箱閥體控制軟體的更新而在硬體變速箱不變的情況下賦予了新的4.1代XTRONIC CVT無段變速系統之名，並針對內裝部分再更精進，使其更符合品牌所建立之印象。
新款MRA8DE 1.8升16氣門直列四缸DOHC的燃油效率比以前的車型更高，額定值為30 市區 / 39 高速。發動機輸出130 hp（97 kW）和128 lb·ft（174 N·m）的扭矩。雖然它提供的功率比即將發布的Sentra少，但採用了新平台，因此重量減輕了68公斤。

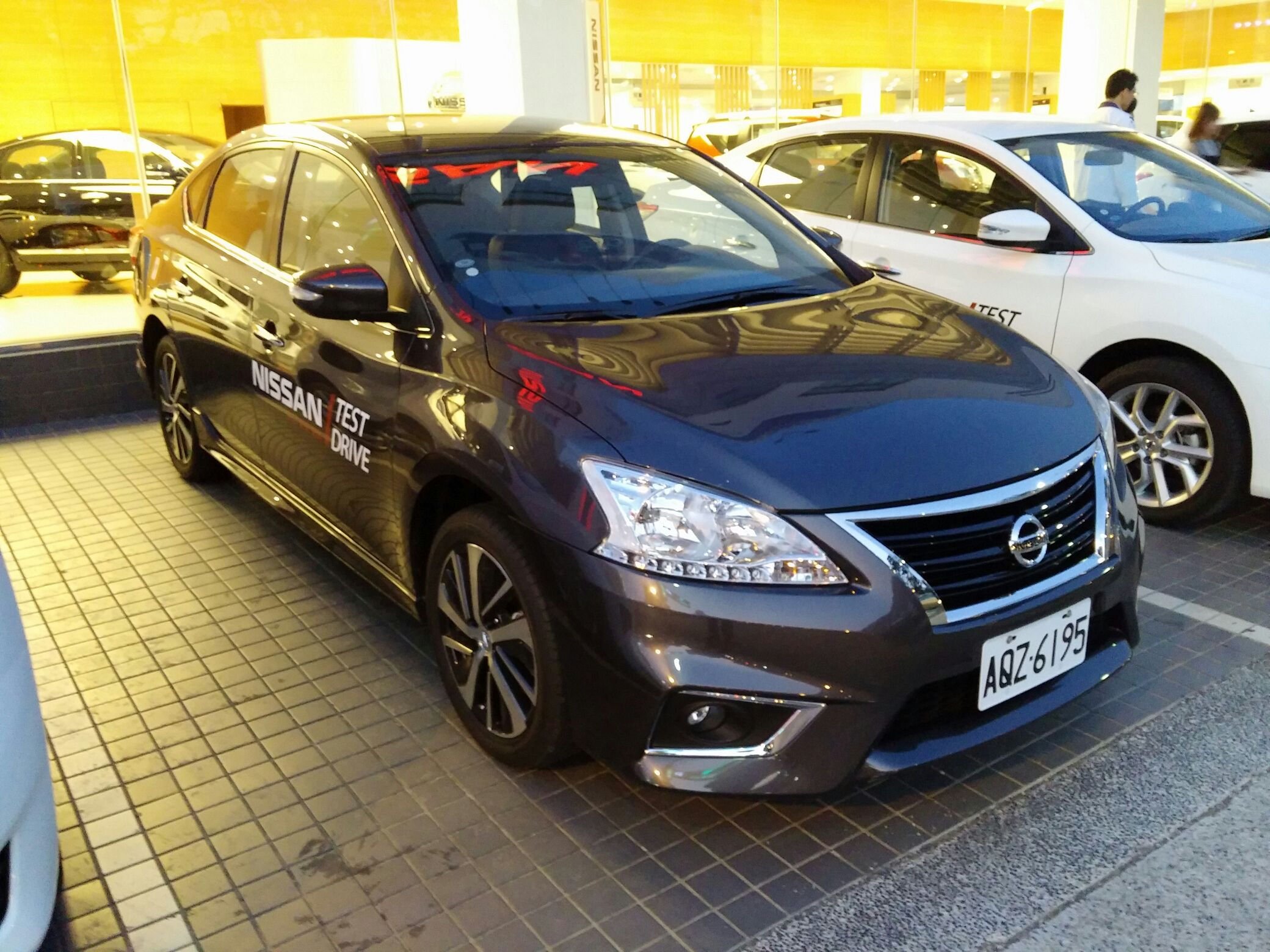
2015年份裕隆日產Sentra Aero前部

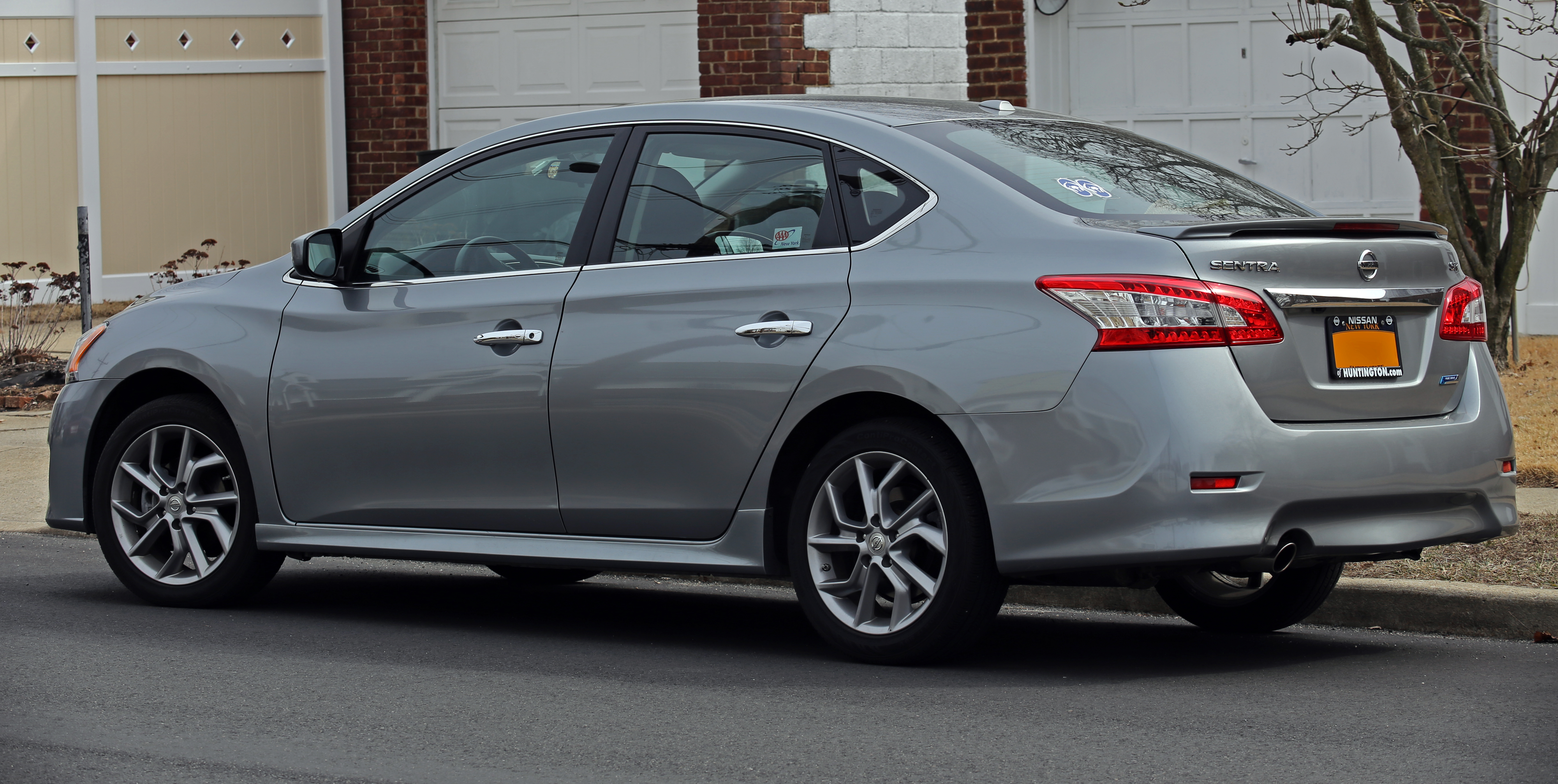
2013年份日產Sentra SR後部

### 動力系統
與前代相似，NISSAN SUPER SENTRA提供了S、FE+ S、SV、FE+ SV、SR、及SL等配備等級。除了基本S等級提供六速手排選擇外，其他等級都以CVT為標準配備。第七代Sentra沒有提供前代有的SE-R、SE-R Spec V性能版本。
NISSAN SUPER SENTRA搭載代號MRA8DE-K1引擎，重新修正引擎缸徑與衝程，使用79.7mm×90.1mm之長行程設計，導入DOHC雙凸輪軸16汽門，附雙CVTC進排氣可變汽門正時控制系統，還使用全新4.1代XTRONIC CVT 無段變速系統，最大馬力為131ps/6,000rpm，最大扭力為17.8kg-m/3,600rpm，平均油耗可達15.5Km/L（歐規），有效提升動能與效能表現，並於這次NISSAN SUPER SENTRA推出中，首次搭載了Eco Mode節能輔助模式，透過電腦對電子節氣門的控制，可有效降低約5%的油耗，另外還可以透過定速巡航系統來作行車上的微調，使油耗表現更為出色。

### 外觀
NISSAN SUPER SENTRA一改過往偏向平實的車側設計，並跳脫以往中型房車尺碼的範疇，除了將車長加至4,610mm，軸距部分也上修到2,700mm ，車身鈑件也利用曲線設計，一路從車頭延伸車側到車尾，使視覺看起來更具大氣、沉穩，且該車長設計上，也考量到一般家庭停車需求，既不影響停車便利性，也能使SENTRA帶給車主有大型房車般的感受。
再來車頭部分，水箱護罩使用NISSAN新一代家族的倒梯形設計，並搭配新設計LED燈眉的鷹眼頭燈（旗艦版可選配HID投射式氣體放電式頭燈），車尾部分則是設計寬闊，並將排氣管做隱藏式設計，配合高亮度LED尾燈（各側皆內置15顆LED燈）及極簡約行李箱與保桿設計，保留日本對車子精緻細膩的風格。

### 空間與內裝
本次改版NISSAN SUPER SENTRA主打超舒適空間，透過結合車內材質、空間規劃、座椅設計為基礎，來達到設計上主要訴求，進而達到中型房車頂級甚至直指大型房車的寬敞舒適。
首先將車長（4,610 mm）與軸距（2,700mm）拉大並配合NISSAN自家工程師所擅長的機械空間規劃，在空間運用的努力之下，使NISSAN SUPER SENTRA縱深有1,793mm，大幅領先同級C-Segment房車，甚至已達到D-Segment的水準，改善許多過往中型房車的缺點，創造絕佳腿部空間、降低頭部的壓迫感，將車室與行李箱（行李廂深度達950mm，最寬部達980mm，高度達550mm，510公升）上的容量及深度的提升。
NISSAN為降低振動與噪音，在內裝上也做了許多革新，先是增加隔音材面積以及加強車體剛性與底盤橫粱硬度，減少車體扭曲所衍生的噪音與振動，再透過避震器的阻尼優化緩衝絕大部份的衝擊，接著由高剛性車體結構吸收外力，降低車體的擺動與扭曲，結合3D超體感紓壓座椅與NISSAN導入新開發的脊椎支撐功能。

### 科技配備
NISSAN SUPER SENTRA跟上同級車，導入了後座空調出風口，此外恆溫系統為雙區獨立控制，同時兼顧了駕駛、副駕駛及後方乘客。
此外還有，簡化傳統開閉車門以及啟發程序的I-KEY感應式鑰匙搭配上PUSH START單鍵式引擎啟閉系統、將該車各項功能控制（音響控制、MID、定速巡航、以及免持聽筒功能）整合至方向盤上的3輻式多功能真皮方向盤、LED潛望式自發光儀表以及內建的多功能行車旅程電腦的儀版，以上皆為該車系標配。
其餘則還有列為旗艦版專屬選配的電動天窗以及六向電動調整駕駛座椅以及SUPER Media超級多媒體系統（可進行導航、影音、Wi-Fi、3G防盜保全、環景顯影等多功能操作）。

### 安全防護
NISSAN SUPER SENTRA在安全防護上主要以針對危機預警、發生時緊急閃避以及發生時降低傷害這三點，也就是NISSAN所研發的三重安全防護科技，全車系配備四合一剎車系統（BOS+ABS+EBD+BAS），並針對懸吊部分研發新型懸吊，藉由高抗震、優化非等距彈簧及減震器內部構造，來提升減震與操控過彎時的安定性以及高速閃避時的性能。
車體部分則使用ZONE BODY超剛性安全車身，透過增加多條負荷軌道，確保撞擊時分散與吸收力道，來達到被動安全上的提升。
另外旗艦版有加裝雙前座車側氣囊，以達到降低當橫向撞擊時所可能造成的傷害。

### NISSAN SUPER SENTRA AERO
2014年12月2日NISSAN台灣總代理裕隆日產推出SENTRA AERO車型，而早些時間推出的NISSAN SUPER SENTRA因為兩款為外型不同風格的車系，所以SUPER SENTRA仍持續銷售，是以「雙生車系」的概念同時販售兩車型。 
早在先前2013年3月份， NISSAN已經有和AUTECH JAPAN合作過Livina奔Fun版特式車，但和之前不同的是本次是由裕隆日產所主導發想，再由AUTECH JAPAN協同開發，2015年8月裕隆日產將該套件回銷至日本，並適用於日本推出「SYLPHY」特別仕樣車「S Touring」。
SENTRA AERO動力系統部分和SUPER SENTRA並未有太大不同，最大特色在於其外觀所加裝的空力套件，車頭部分，換了採用鋼琴烤漆水箱護罩以及AUTECH JAPAN設計開發的全新前保桿，霧燈周緣則特別以鍍鉻飾板圍繞，車側部分，則是新加入的側裙配上新開發的黑銀雙色刀刃式輪圈，最後在車尾部分，則是加上了小型擾流尾翼以及全新的運動化保桿。

## 備註
1. 1 2  "Nissan building popular Sentras in Smyrna, Tenn." （页面存档备份，存于）, Reading Eagle, p.55, May 29, 1985. Retrieved April 19, 2011.
2. ↑   [Tsuru production to end in May 2017]. AutoMotores. No. 245. October 2016: 11. （原始内容存档于2020-11-13） （西班牙语）.
3. ↑  Mustmar, Andi (编).  [New car prices]. Intan Motor. No. 91 (Jakarta: Yayasan Beraya Press). October 2, 1991: 49. ISSN 0215-7713 （印度尼西亚语）.
4. ↑  . Chicago Tribune.   [2021-05-28]. （原始内容存档于2014-06-06）.
5. ↑  .   [2021-05-28]. （原始内容存档于2019-01-19）.
6. 1 2  .
7. ↑  . Car-cat.com.   [July 25, 2010]. （原始内容存档于May 2, 2012）.
8. 1 2  .
9. 1 2  .
10. ↑  Rick Popely. . cars.com.   [2021-05-28]. （原始内容存档于2016-05-29）.
11. ↑  .   [2021-05-28]. （原始内容存档于2021-03-17）.
12. ↑  Shiniti, Ishida.  [Nissan to fully implement MS platform on small and medium-sized vehicles by 2002]. Response. 2000-09-20. （原始内容存档于2015-09-28） （日语）.
13. ↑  "DETROIT SHOW: Nissan launches two production cars and a sporty 'concept'" （页面存档备份，存于）, just-auto.com, January 10, 2006. Retrieved May 1, 2011.
14. ↑  . Wroom.ru. 27 August 2014  [19 September 2014]. （原始内容存档于2014年10月6日）.
15. ↑  .   [2021-01-07]. （原始内容存档于2020-12-20）.
16. ↑  .   [2021-01-07]. （原始内容存档于2020-11-24）.

- 車壇之冠－Nissan Sentra在臺灣的悠久歷史 （页面存档备份，存于）

## 外部連結
- 台灣日產官方網站 （页面存档备份，存于）